# Paradelphomyia (Oxyrhiza) myriacantha
Paradelphomyia (Oxyrhiza) myriacantha is een tweevleugelige uit de familie steltmuggen (Limoniidae). De soort komt voor in het Oriëntaals gebied.